# Украинская улица (Чернигов)
Украинская улица (укр. Українська вулиця) — улица в Деснянском районе города Чернигова. Пролегает от проспекта Михаила Грушевского (улицы 1 Мая) до улицы Сосновая.
Нет примыкающих улиц.

## История
Масановская улица — в честь ныне бывшего села Масаны, что на западной окраине города — проложена в 1930-е годы в период первых пятилеток, когда границы города расширялись в северном направлении.
В 1960 году Масановская улица переименован на Украинская улица.
После вхождения в черту города Чернигова села Александровка 8 июля 1999 года, появилась ещё одна Украинская улица, которая 12 ноября 2002 года была переименована на улицу Черняховского. 
В 2016 году улица Ярослава Галана в бывшем селе Масаны была переименована на Масановскую улицу.

## Застройка
Улица пролегает в западном направлении параллельно улице Кибальчича. Парная и непарная стороны улицы заняты усадебной застройкой. 
Учреждения: нет